# ریچارد بورگون
ریچارد بورگون (Richard Burgon) (متولد ۱۹ سپتامبر ۱۹۸۰)، یک سیاست‌مدار از حزب کارگر بریتانیا است که از ۲۰۱۵ تاکنون به عنوان نماینده حوزه انتخابیه لیدز شرق (Leeds East) در پارلمان بریتانیا حضور داشته‌است. بورگون به عنوان وزیر عدلیه دولت سایه و از ۲۰۱۶ تا ۲۰۲۰ به عنوان صدراعظم دولت سایه در کابینه سایه جرمی کوربین خدمت کرد.
بورگون در کالج سنت جان دانشگاه کمبریج، ادبیات انگلیسی خواند و در آنجا رئیس انجمن کارگر دانشگاه کمبریج بود. پس از کارکردن به عنوان مشاور حقوقی کار، او در انتخابات عمومی ۲۰۱۵، به عنوان نماینده حوزه انتخابیه لیدز شرق (Leeds East) در پارلمان بریتانیا انتخاب گردید.
او توسط رهبر جدید حزب کارگر، جرمی کوربین در سپتامبر ۲۰۱۵ به عنوان وزیر اقتصاد در امور خزانه‌داری در دولت سایه انتخاب شد. پس از استعفاهای بزرگ و سازمان‌دهی شده در اعتراض به رهبری کوربین، بورگون در ژوئن ۲۰۱۶ به سِمت وزیر عدلیه ترفیع داده شد. وی یکی از نامزدان سِمت معاونیت در انتخابات عمومی رهبری حزب کارگر در ۲۰۲۰ میلادی بود. پس از این‌که کی‌یر استارمر به عنوان رهبر حزب کارگر انتخاب گردید، بورگون در آوریل ۲۰۲۰ از دولت سایه برکنار شد.
او تا مارس ۲۰۲۱ معاون گروه پیکار برای خلع سلاح سازی هسته‌ای (CND) حزب کارگر بود، این گروه برای شمولیت تمامی اعضای حزب کارگر که همچنین عضو پیکار برای خلع سلاح سازی هسته‌ای هستند، باز می‌باشد.

## دوران کودکی
بورگون در لیدز بزرگ شد و اجداد دور وی اهل ایرلند بودند. او تعلیمات خود را در مدرسه رومان-کاتولیک کاردینال هینان در شهر لیدز تکمیل کرد. برای تکمیل دوره آمادگی دانشگاه به کالج آمادگی سنت آیدن و سنت جان فیشر در شهر هروگت رفت. او در خانواده خود نخستین فردی بود که به دانشگاه رفت و در کالج سنت جان، دانشگاه کمبریج به آموزش ادبیات انگلیسی پرداخت. او کرسی ریاست انجمن کارگر دانشگاه کمبریج را بر عهده گرفت.
بورگون گفته‌است که او با شنیدن در مورد اعتصاب معدن‌کارهای بریتانیا در ۱۹۸۴–۸۵ میلادی بزرگ شد و این امر او را به سیاست علاقه‌مند نمود. خاله/عمه وی عضوی از جنبش زنان مخالف بسته شدن معدن زغال سنگ بود که با یک معدن‌کار اعتصاب‌کننده ازدواج کرد. او برادرزاده یک نماینده پیشین پارلمان از حزب کارگر به‌نام کولین بورگون است. تونی بِن ملاقات با بورگون در ژوئیه ۱۹۹۹ را در خاطرات خود توصیف نموده و او را «یک سوسیالیست خوب که تزی در مورد 'تأثیر تونی بن بر حزب کارگر' نوشته بود» توصیف کرد. بِن همچنین نوشته‌است که بورگون یک بلوز با «طراحی مخصوص» پوشیده بود که در آن عبارت «سوسیالیزم شعله خشم و شعله امید است» نوشته شده بود.
بورگون در اعتراض‌های ضد جنگ ۱۵ فوریه ۲۰۰۳ علیه جورج دبلیو بوش و تونی بلِر برای تهاجم برنامه‌ریزی شده به عراق، شرکت کرد.

## حرفه حقوقی
بورگون در ۲۰۰۶ میلادی مدرک سلیسیتر (solicitor) خود را با تخصص در حقوق کار به‌دست‌آورد و برای ۱۰ سال در واحد حقوق کار در شرکت سلیسیترهای تامپ‌سنز در لیدز کار کرد. بورگون تشریح نموده‌است که به عنوان یک سلیسیتر، او چگونه «از کارگران مربوط به اتحادیه‌های تجاری مختلف در رابطه به پرونده‌هایی چون اخراج غیرعادلانه، ضرر در اتحادیه‌های تجاری، تبعیض بر مبنای معلولیت، تبعیض جنسی، تبعیض بر مبنای دین یا عقیده، کسر غیرقانونی مزدها و انتقال یا ادغام شرکت‌ها (TUPE) در دیوان‌های کار دفاع نموده‌است».

## حرفه سیاسی
در ۲۰۰۴ میلادی، بورگون در یک انتخابات سراسری از طرف حزب کارگر از حوزه انتخابیه ویدربای در شورای شهری لیدز نامزد شد. بر مبنای مرزبندی‌های قبلی، اکثریت این حوزه انتخابیه نشانده یک کرسی محفوظ برای حزب محافظه کار بود و در نتیجه بورگون به عنوان نماینده انتخاب نشد.
بورگون در انتخابات درون حزبی حزب کارگر شرکت کرد تا به عنوان نامزد پارلمانی این حزب در انتخابات ۲۰۱۱ میان دوره-ی حوزه انتخابیه بارنسیلی سنترال انتخاب گردد، اما بعد از دَن جارویس، دوم شد. او همچنین برای نامزد شدن در انتخابات میان دوره‌ای ۲۰۱۱ حوزه انتخابیه راترهام ثبت نام کرد، اما شارت‌لیست نشد.
قبل از انتخابات سراسری بریتانیا در ۲۰۱۵ میلادی، بورگون توانسته بود، عضو شورای محلی به‌نام جودیت کیومنیز را با موفقیت شکست داده و به‌جای جورج مودی به عنوان نامزد حزب کارگر از حوزه انتخابیه لیدز شرق (Leeds East) انتخاب گردد.

### عضو پارلمان
بورگون در انتخابات سراسری ۲۰۱۵ به عنوان نماینده پارلمان از لیدز شرق انتخاب گردید و با انتخاب وی اکثریت حزب کارگر از نظر کرسی از ۱۰٬۲۹۳ رأی به ۱۲٬۵۳۳ رأی افزایش یافت.
روزنامه آبزرور، وی را به عنوان یکی از «ستاره‌های انتخاب شده [در ۲۰۱۵]» توصیف کرد. او در می ۲۰۱۵، در حالی‌که در کف مجلس اعیان ایستاده بود، سوگند وفا داری الزامی خود را به الیزابت دوم پیشکش نموده و حمایت خود را از تغییر در قانون اساسی برای انتخاب رئیس دولت اظهار داشت: «به عنوان کسی که به انتخابی بودن رئیس دولت باورمند است، من برای خدمت‌گذاری به موکلین خود این سوگند را یاد می‌کنم».
پس از استعفای اد میلیبند از رهبری حزب کارگر، بورگون یکی از ۱۰ نماینده جدیداً انتخاب شده از حزب کارگر بود که یک نامه سرگشاده نوشت و درخواست «یک رهبری جدید را نمود که به آینده می‌نگرد و آجندای کسورات را به چالش می‌کشد، با تجارت‌های بزرگ مبارزه نموده و راه بدیلی برای صرفه جویی‌ها پیشکش می‌کند – نه یک رهبری که دوباره به سمت اعتقادات گذشته کارگر جدید کشیده شود». همراه با جرمی کوربین، دیین آبوت و جان مک‌دونیل، بورگون یکی از ۴۸ نماینده از حزب کارگر بود که با شلاق (سیاسی) مبارزه نموده و علیه قانون رفاه ۲۰۱۵ رأی داد، او اظهار داشت که برای «منفعت مردم لیدز شرق و بر علیه حملات محافظه‌کارانه بر رفاه» رأی می‌داد. وی یکی از ۳۶ نماینده پارلمان از حزب کارگر بود که جرمی کوربین را به عنوان نامزد در انتخابات ۲۰۱۵ رهبری حزب کارگر ثبت نام نمودند. پس از پیروزی کوربین در این انتخابات، او بورگون را به عنوان وزیر اقتصاد در امور خزانه دولت سایه منصوب کرد. بورگون دوباره کوربین را به عنوان رهبر حزب کارگر در انتخابات ۲۰۱۶ رهبری حزب کارگر، نامزد کرد.
بورگون طی مصاحبه‌ای در اکتبر ۲۰۱۵ با شبکه خبری کانال ۴ اذعان کرد که علی‌رغم این‌که برای بیش از یک ماه وزیر اقتصاد در امور خزانه در دولت سایه بود، هنوز با هیچ فردی از صنعت مالی و بانک‌داری شهر لندن ملاقات نکرده بود و همچنین این‌که نتوانست کسر بودجه انگلستان در ۲۰۱۵ را پیش‌بینی نماید.
بورگون رئیس کمیته پارلمانی GMB بود. او در این سِمت خود، اطمینان حاصل می‌کند که منافع اعضای GMB در مجلس اعیان مطرح می‌گردد. بورگون همچنین عضو اتحادیه نانواها، غذا و کارگران متحد است. بورگون، رئیس گروه پیکار سوسیالیستی نمایندگان کارگر بوده و همچنین به عنوان نماینده چپ‌گرای حزب کارگر شناخته می‌شود؛ وی در اعتراض‌های گردهمایی مردم علیه صرفه‌جویی شرکت نموده‌است. بورگون با بیان جملات ذیل درخواست دموکراسی بیشتر در میان حزب کارگر را نمود: «تمامی احزاب باید بیشتر دموکراتیک ساخته شوند. ما در حزب خود بیش از نیم میلیون عضو داریم و من می‌خواهم که اعضای ما حرف‌های بیشتری در سیاست‌های حزبی ما و نحوه پیشبرد این حزب داشته باشند.